# Székkutas
Székkutas ist eine ungarische Gemeinde im Kreis Hódmezővásárhely im Komitat Csongrád-Csanád.

## Geografische Lage
Székkutas liegt in der Ungarischen Tiefebene im südlichen Teil Ungarns, 41 Kilometer nordöstlich des Komitatssitzes Szeged und 19,5 Kilometer nordöstlich der Kreisstadt Hódmezővásárhely. Nachbargemeinden sind Nagymagócs, Orosháza, Kardoskút, Békéssámson und Derekegyház.

## Geschichte
Székkutas besteht als eigenständige Gemeinde seit 1950, vorher gehörte der Ort zu Hódmezővásárhely. 1950 trug die Gemeinde für kurze Zeit den vorläufigen Namen Vásárhelykutas.

## Sehenswürdigkeiten
- Heimatmuseum
- Hugo-Hartung-Büste
- Kálmán-Murgács-Gedenktafel
- Máté-Gregus-Gedenktafel und -Büste
- 1956er-Denkmal
- Reformierte Kirche, erbaut 1925
  - Die Orgel der Kirche wurde 1936 von István Barakovics gebaut
- Römisch-katholische Kirche Mihály-templom, erbaut 1924 bis 1925 nach Plänen von Károly Kruzslitz, 1974 nach Plänen von Dénes Perczel umgebaut
  - Die Fenster der Kirche stammen von dem Glaskünstler József Palka und in der Kirche befindet sich ein Kruzifix aus dem Jahr 1974 von Aranka Till
- Skulptur Anya gyermekével, erschaffen 1978 von Valéria Tóth
- Trianon-Denkmal, erschaffen von Márton Simor
- Weltkriegsdenkmal
- Windmühle aus dem Jahr 1885

## Trivia
Der Schriftsteller Hugo Hartung verbrachte Anfang der 1920er Jahre in Székkutas (damals hieß der Ort ‚Kutasipuszta‘) seine Sommerferien. Diese Zeit verarbeitete er 1954 in seinem autobiographischen Roman „Ich denke oft an Piroschka“. Im 1955 fertiggestellten gleichnamigen Film wurde der Gemeinde der Name Hódmezővásárhelykutasipuszta verliehen. Der Film spielt im Sommer 1925 (im Roman bereits 1923), wo der Ort Schauplatz einer Romanze zwischen dem deutschen Studenten Andreas und der 17-jährigen ungarischen Stationsvorsteherstochter Piroschka Rácz ist.
Nach der politischen Wende in Ungarn (1989) wurde auch der Schriftsteller Hugo Hartung populär und auch von den Ungarn sehr geschätzt. Deshalb errichtete man ihm als Anerkennung ein Denkmal, welches am 3. Oktober 2009 eingeweiht wurde.

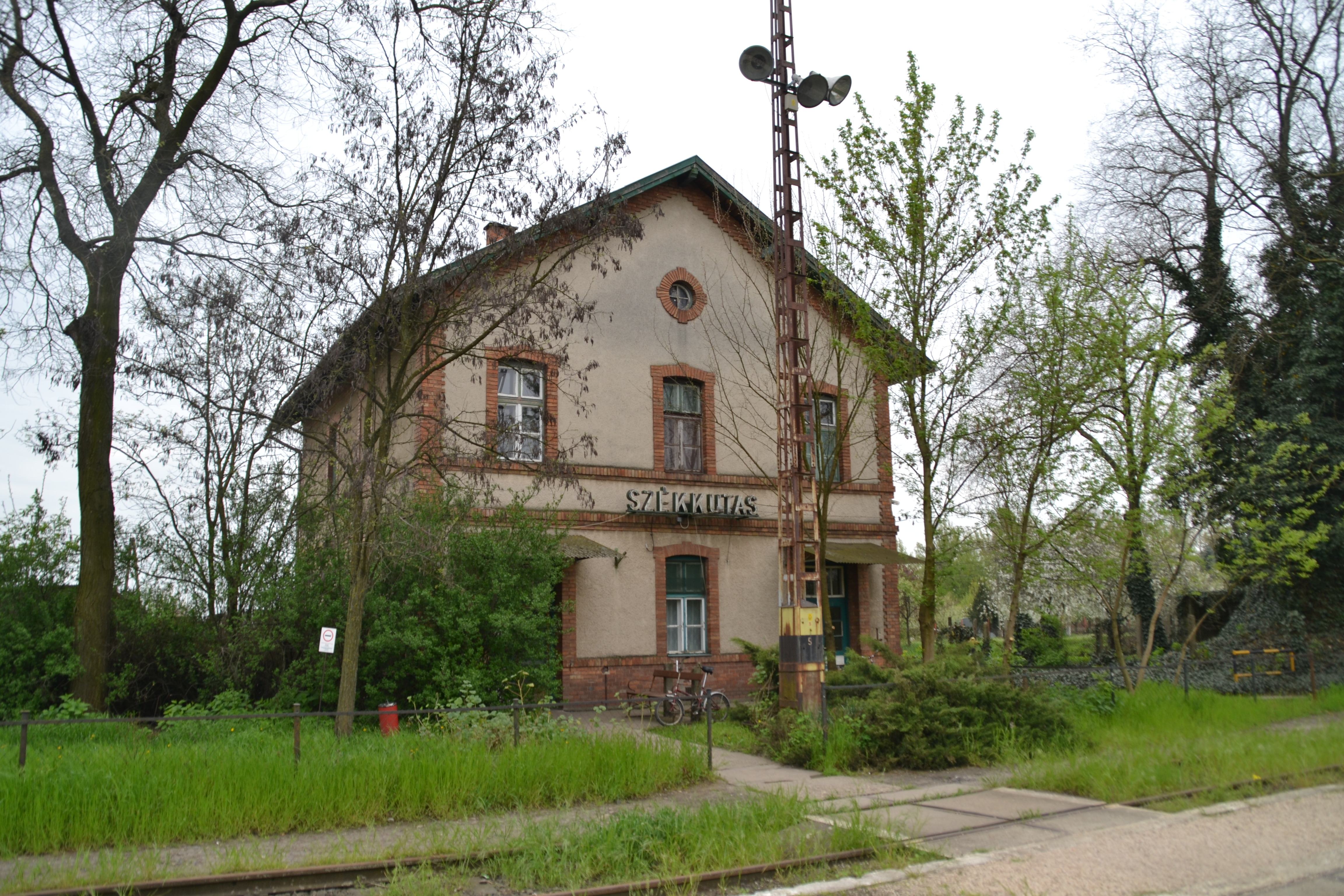
Bahnhof von Székkutas (2016)

## Verkehr
Durch Székkutas verläuft die Hauptstraße Nr. 47. Der Ort ist angebunden an die Eisenbahnstrecke von Orosháza nach Szeged. Weiterhin bestehen Busverbindungen über Hódmezővásárhely nach Szeged sowie über Orosháza nach Békéscsaba.